# 拉斯維加斯汽車零配件展
拉斯維加斯汽車零配件展（Specialty Equipment Market Association，簡稱SEMA），是以售後改裝零配件的改裝車展，常年在美國舉行。

## 历史
SEMA SHOW於1963年創始，創辦人是Roy Richter、Ed Iskenderian、Willie Garner、Bob Hedman, Robert E. Wyman、John Bartlett、Phil Weiand, Jr.、Al Segal、Dean Moon、Vic Edelbrock, Jr.。每年約有6,383家公司參加，一同帶來汽車售後市場的零配件製造商、原裝零件製造商、媒體記者、汽車合約商、特殊裝備通路商、與各類專業配件製造商。據統計改裝配件與相關產品在一年中創造27.8個十億美元的產值，涵蓋肌肉車，經典車，豪華車，運動壓縮，街道桿，輕型卡車的SUV（越野車及運動車）及休閒車。。

## 外部連結
- Official SEMA website （页面存档备份，存于）
- Official SEMA Show website （页面存档备份，存于）
- Official SEMA Hall of Fame website （页面存档备份，存于）
- Official SEMA digital media site （页面存档备份，存于）
- Automotive Aftermarket Industry Week （页面存档备份，存于）
- History of SEMA （页面存档备份，存于）
- SEMA Action Network website （页面存档备份，存于）
- Clean Air Act Warranty Provisions (42 U.S.C. S 7541 (C) (3) (B)) （页面存档备份，存于）.
- SEMA Show Pictures